# Francesc Andreu
Francesc Andreu (ca. 1698 - segle XVIII) fou un mestre de capella i organista català.
L'any 1728 va opositar al magisteri de la Catedral de València, que va avaluar Francesc Valls. L'any 1735, quan comptava 37 anys, es va presentar a les proves per la successió del mestre Tomás Milans al magisteri de la Catedral de Girona, però la plaça la va guanyar Emmanuel Gònima. En aquella data se sap que era clergue i mestre de capella de La Seu d'Urgell.
Es conserven villancets seus als arcxius d'El Escorial i a la Biblioteca de Catalunya. També es conserva una col·lecció de música per orgue a l'arxiu musical de la Catedral d'Astorga, que ha estat transcrita i publicada per l'actual mestre de capella de la catedral, José María Álvarez.

## Obra catalogada
Es conserva un total de 5 obres dividides entre els fons musicals de l'Arxiu Parroquial de Sant Pere i Sant Pau de Canet de Mar (CMar) i de l'Arxiu de la Catedral-Basílica del Sant Esperit de Terrassa (TerC).
Obres al fons musical CMar:
- Dues Completes per a 4 v i instruments.
- Seqüència per a 2 v i instruments, en Fa M.

Obres al fons musical TerC:
- Trisagi per a 4 v i Orgue en Si b M.
- Villancet per a 5 v i Acompanyament.